# Slana (Alaska)
Slana (Stl’ana’ in Ahtna) è un census-designated place (CDP) degli Stati Uniti d'America nello stato dell'Alaska.

Slana fa parte dell'Unorganized Borough ed è censito nella Census Area di Valdez-Cordova. La popolazione era di 147 abitanti nel censimento del 2010.